# Šepšin

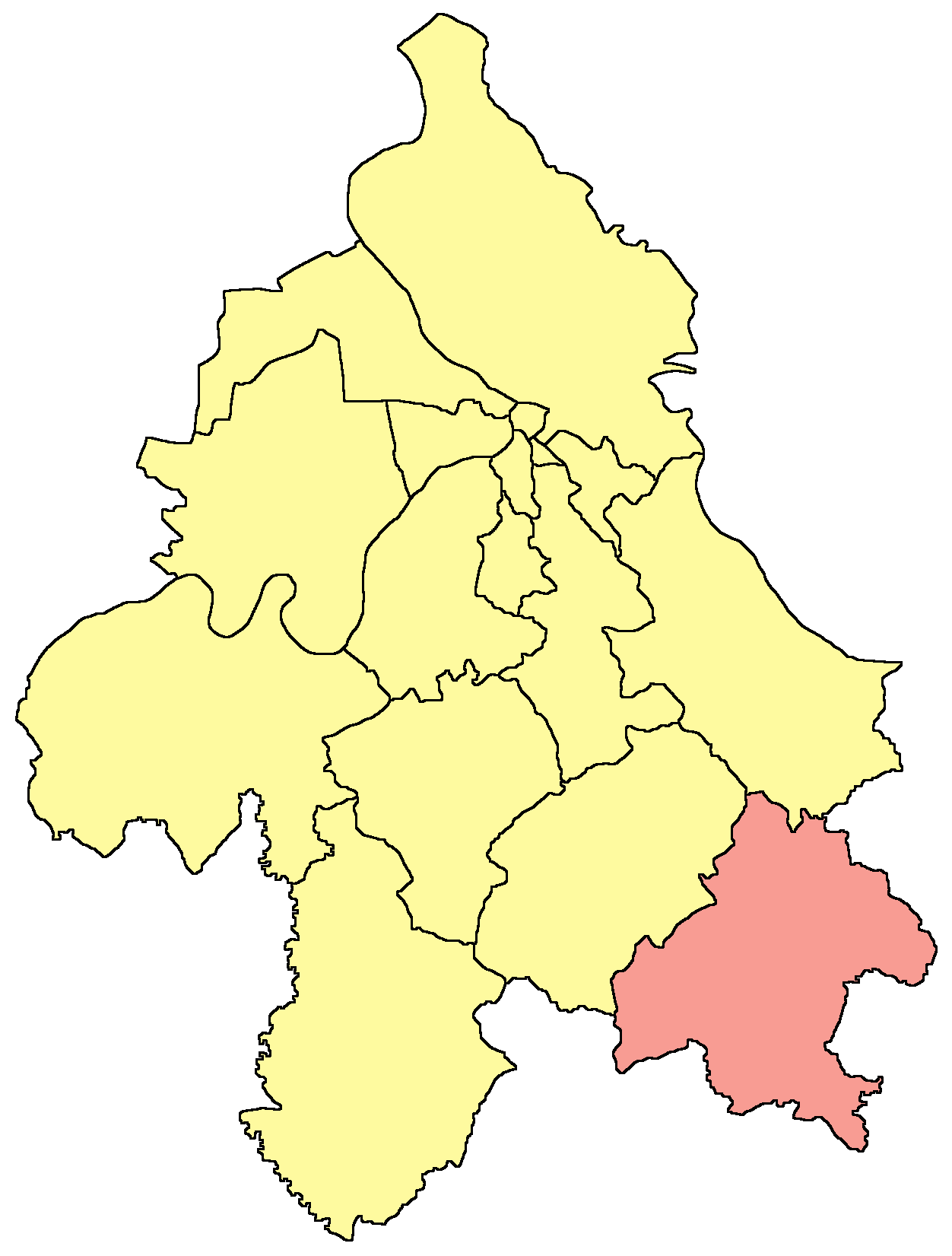
Localisation de la municipalité de Mladenovac dans la Ville de Belgrade

Šepšin (en serbe cyrillique : Шепшин) est un village de Serbie situé dans la municipalité de Mladenovac et sur le territoire de la Ville de Belgrade. Au recensement de 2011, il comptait 735 habitants.

## Démographie

### Évolution historique de la population
| 1948  | 1953  | 1961  | 1971  | 1981 | 1991 | 2002 | 2011 |
| ----- | ----- | ----- | ----- | ---- | ---- | ---- | ---- |
| 1 214 | 1 248 | 1 247 | 1 114 | 979  | 956  | 855  | 735  |

|  |